# Anton Bruckner Urtext Gesamtausgabe
Die Anton Bruckner Urtext Gesamtausgabe (ABUGA) erscheint seit 2015 in der Bruckner Edition Wien, einem Label der Verlagsgruppe Hermann Wien. Die Verlagsleitung hat Alexander Hermann. Schirmherr war Nikolaus Harnoncourt. Die Editionsleitung hat Benjamin-Gunnar Cohrs. Diese grundlegend neu konzipierte, wissenschaftlich-praktische Neuausgabe aller Werke von Anton Bruckner (45 Bände) gliedert sich nach Gattungen und Besetzungen. Parallel zu den Notenausgaben erscheint eine kontextbezogene Schriftenreihe zu Bruckner.

## Herausgeber
- Benjamin-Gunnar Cohrs, Musikwissenschaftler, Publizist und Dirigent (Bremen)
- Morten Solvik, Musikwissenschaftler (Wien)
- Matthias Giesen, Stiftskapellmeister und Organist (Stift Sankt Florian)
- Joseph Kanz, Kapellmeister und Arrangeur (Wiesbaden)

## Editionsräte
- Manfred Wagner, Musikwissenschaftler (Wien)
- Beatrix Darmstädter, Kuratorin der Sammlung alter Musikinstrumente im kunsthistorischen Museum Wien
- Markus Landerer, Domkapellmeister, St. Stephan, Wien
- Franz Scheder, Autor und Herausgeber der Bruckner-Chronologie (Nürnberg)
- Johannes Wildner, Dirigent und Musikwissenschaftler (Wien)
- Gerhard Zechmeister, Tubist, Publizist und Musikwissenschaftler (Wien)

## Konzeption
Bruckners Eigenschriften weisen im Vergleich zu anderen Komponisten nur wenige Notenfehler auf. Doch bereiten sie unter dem Aspekt der Aufführungspraxis (Dynamik-Angaben, Artikulationen, Tempi etc.) besondere Probleme, weil derartige Spiel-Anweisungen oft erst im letzten Arbeitsschritt hinzugefügt wurden. Die komplexe Quellenlage seiner Werke erfordert überdies, dass neben den Autographen auch die handschriftlichen Stimmenmateriale, Erstausgaben und zugehörige Druckfahnen sowie Sekundärdokumente einbezogen werden müssen. Hier setzt die Urtext-Gesamtausgabe an: Sämtliche Quellen werden erstmals einer grundlegenden Gesamtschau unterzogen und in einem wissenschaftlich-praktischen Urtext in einem neuen Zusammenhang dargestellt. Einen Teil seines Œuvres hinterließ Bruckner in mehreren Fassungen, die in getrennten Bänden veröffentlicht werden. Einige bis heute unediert gebliebene Fassungen und Werke werden in der ABUGA erstmals vorgelegt. Varianten, Alternativen und umgearbeitete Einzelsätze werden nach Möglichkeit in einem Band einbezogen. Lesende und Interpreten finden diese in situ, ohne verschiedene Ausgaben kombinieren zu müssen.
Die Bruckner Edition Wien hat in jahrelangen Vorarbeiten für die ABUGA ein grundlegend neues Layout konzipiert, das auf die besonderen philologischen Probleme und Eigenheiten in Bruckners Handschriften abgestimmt wurde. Die Werke mit Orchester erscheinen in Vollpartitur. Die Unterdrückung von Generalvorzeichen und Schlüsseln auf der rechten Seite erzielt im Lesefluss über den Seitenumbruch hinweg den Eindruck eines querformatigen Notenblattes, verschafft zusätzlich Platz und reduziert Wendestellen. Erstmals werden Bruckners metrische Ziffern, die die Gliederung und Gewichtung der Taktperioden verdeutlichen, wo erhalten im Notentext wiedergegeben. Ergänzungen des Herausgebers wie auch Varianten im Text aus verschiedenen Quellen werden in jeweils anders zugeordneter Farbe kenntlich gemacht. Damit entfällt die übliche Belastung des Auges durch Einklammern, Strichelungen oder Kleinstich. Auf bestmögliche Benutzbarkeit wird dabei größten Wert gelegt.

## Erscheinungsweise
Die Gesamtausgaben-Bände sind im Format 25 × 31 cm im Ganzleinen-Hartdeckel mit Zweifarb-Prägung sowie als App vorgesehen. Alle Bände enthalten ein ausführliches Vorwort, Hinweise zur Aufführungspraxis, Chronologie, Tabellen, Anhänge und Editionsbericht. Alle Texte sind grundsätzlich in Deutsch und Englisch gehalten. Studienpartituren sind in Vorbereitung. Jährlich sollen zwei Bände erscheinen. Die Bände können einzeln oder nach Vereinbarung einer Subskription nach ihrem Erscheinen bezogen werden. Die Aufführungsmateriale (Dirigierpartituren und Stimmen) der Sinfonien sind leihweise erhältlich; jene aller übrigen Werke (kleine Orchesterstücke, Chorwerke, Kirchenmusik, Kammermusik, Lieder, Klavier- und Orgelwerke) werden als Spielausgaben käuflich angeboten. Als erster Band der Anton Bruckner Urtext Gesamtausgabe (Schirmherr: Nikolaus Harnoncourt - bis zu seinem Tod -; seit 2019: Simon Rattle) wurde im Sommer 2015 die 7. Sinfonie E-Dur veröffentlicht. 2016 folgte die 6. Sinfonie A-Dur, 2017 die Missa Solemnis in B, 2018 die 5. Sinfonie B-Dur, 2018 das Requiem d-moll sowie 2021 die 4. Sinfonie Es-Dur in der Fassung 1878–81 mitsamt dem 1878 ausgeschiedenen Scherzo und Finale. Die Anton Bruckner Urtext Gesamtausgabe wird international von Schott Music vertrieben.

## Gliederung und Band-Übersicht
Serie I: Werke mit Orchester
- I.1. Sinfonien (Band 1–19)
- I.2. Orchesterwerke (Band 20 & 21)
- I.3. Vokalwerke mit Orchesterbegleitung (Band 22–30)

Serie II: Geistliche Werke für gemischten Chor
- II.1. Geistliche Werke für gemischten Chor mit Instrumental-Begleitung (Band 31–33)
- II.2. Geistliche Werke für gemischten Chor mit Orgel- oder Klavier-Begleitung (Band 34)
- II.3. Geistliche Werke für unbegleiteten gemischten Chor (Band 35)

Serie III: Weltliche Werke für gemischten Chor
- III.1. Weltliche Kantaten für gemischten Chor mit Bläser-Begleitung (Band 36)
- III.2. Weltliche Werke für gemischten Chor mit Orgel- oder Klavier-Begleitung (Band 37)
- III.3. Weltliche Werke für unbegleiteten gemischten Chor (Band 38)

Serie IV: Werke für Männerchor
- IV.1. Werke für Männerchor mit Instrumental-Begleitung (Band 39)
- IV.2. Werke für Männerchor mit Orgel- oder Klavier-Begleitung (Band 40)
- IV.3. Werke für unbegleiteten Männerchor oder Solo-Quartett (Band 41)

Serie V: Kammermusik und Lieder
- V.1. Kammermusik für Ensembles (Band 42)
- V.2. Geistliche und weltliche Lieder (Band 43)

Serie VI: Werke für Tasteninstrumente
- VI.1. Werke für Klavier (Band 44)
- VI.2. Werke für Orgel (Band 45)